# Аманда Палмър
Аманда МакКинън Гейман Палмър (на английски: Amanda MacKinnon Gaiman Palmer), известна с псевдонима си Аманда Факинг Палмър (на английски: Amanda Fucking Palmer, AFP), е американска певица, композиторка и авторка на текстове, добила известност с дуото Дрезден Долс, което участват тя и Брайън Виглиони. Преди да започне музикалната си кариера е работила като жива статуя на улиците, а след периода с Дрезден Долс се изявява както солово, така и в проекти, като Amanda Palmer and the Grand Theft Orchestra.

## Ранни години
Аманда Палмър е родена в Ню Йорк, но израства в Лексингтън, Масачузетс. Учи в гимназия в Лексингтън, където посещава департамента по театър, след което завършва Уеслианския университет.
В ранните си години, Аманда Палмър прекарва много време в бъскинг, като жива статуя на Харвард скуеър в Кембридж, Масачузетс; Единбург; из Австралия (където тя се среща с Джейсън Уебли). Тя говори за този период в песента на Дрезден Долс, The Perfect Fit, както и в песента Glass Slipper от A is for Accident.

## Дрезден Долс
На парти за Хелоуин през 2000 г., Палмър среща Брайън Виглиони и двамата образуват Дрезден Долс.
През 2002 г., след като дуото формира малко на брой, но отдадени фенове, Дрезден Долс издават епонимния си дебютен албум. Следват албумите Yes, Virginia (2006) и No, Virginia (2008), No, Virginia е компилация с първия и песни, останали неиздадени при записите на Yes, Virginia (2006).

## The Onion Cellar и Кабаре
Аманда Палмър дава идеята и пише текста на мюзикъла The Onion Cellar, който е базиран на кратък разказ от Тенекиеният барабан на Гюнтер Грас. От 9 декември 2006 г. до 13 януари 2007 г., Дрезден Долс и American Repertory Theater изпълняват The Onion Cellar в Zero Arrow Theatre в Кембридж, Масачузетс. Макар и Аманда Палмър да признава, че е фрустрирана от крайния резултат, феновете и критиката са положителни.
По-късно, като част от нейната солова кариера, Палмър се завръща при A.R.T., където участва в мюзикъла Кабаре.

## Evelyn Evelyn
Аманда Палмър и Джейсън Уебли формират дуото Evelyn Evelyn. В него те са сиамските близнаци Ева и Лин, а по време на изпълненията са облечени в свързани рокли. През септември 2007 г. те работят върху издаването на първия EP на Евелин Евелин, Elephant Elephant. Първият им епонимен албум Evelyn Evelyn излиза на 30 март 2010 г.

## Солова кариера
Първият солов албум на Аманда Палмър, „Кой уби Аманда Палмър“, излиза на 16 септември 2008 г. Заглавието е игра на думи с израза „Кой уби Лора Палмър“, популярен сред феновете на Туин Пийкс. През юли 2009 г. излиза книгата Who Killed Amanda Palmer a Collection of Photographic Evidence с фотографии от Кайл Касиди и разкази от Нийл Геймън, както и текстове на песни от албума.
Песента Strength Through Music съдържа няколко референции към творби на Аугуст Стриндберг.
Палмър започва да свири на укулеле по време на представленията си, първоначално като шега, но по-късно това става част от нейния редовен репертоар. По-късно издава цял албум, в който свири на укулеле. Заглавието на албума е „Аманда Палмър изпълнява популярни хитове на Рейдиохед на нейното магическо укулеле“.
На 20 април 2012 г., Аманда Палмър обявява на блога си начало на предварителни поръчки, през Kickstarter, за нов албум, който предстои да се запише. Проектът в Kickstarter получава подкрепата на 24 883 участници, които събират олщо $1 192 793, което е най-голямата сума, събирана дотогава за музикален проект в Kickstarter. Албумът, Theatre Is Evil, записан съвместно с The Grand Theft Orchestra, излиза през септември 2012 г. През 2012 г. излизат клипове на песните Do it With a Rockstar, The Killing Type и The Bed Song.
През ноември 2014 г., Палмър издава мемоарната книга The Art of Asking, ISBN 1-4555-8108-9, която е разширение на TED конференция, която тя изнася през февруари 2013 г. Книгата влиза в списъка на бестселърите на Ню Йорк Таймс.

## Личен живот
Аманда Палмър живее в Бостън, Масачузетс. Тя се идентифицира като бисексуална. На 3 януари 2011 г. сключва брак с писателя Нийл Геймън, с когото е сгодена от година. На 18 март 2015 г., Палмър обявява, че тя и Геймън очакват дете.